# Streamtuner
Streamtuner è un programma per l'indicizzazione e la ricerca di media su internet, in particolare web radio. Attraverso l'uso del linguaggio C e Python per la realizzazione di plugins, tale programma è dotato di un'interfaccia grafica basata su GTK+ 2.0.  Streamtuner permette l'ascolto delle radio selezionate tramite l'utilizzo di un player esterno, solitamente XMMS. Il suo compito principale è quindi quello di scaricare elenchi di radio, e all'interno di tale elenco effettuare ricerche.
Streamtuner è un software libero distribuito sotto i termini della licenza BSD.
Ne esiste anche una versione per il Nokia 770.

## Particolarità di streamtuner

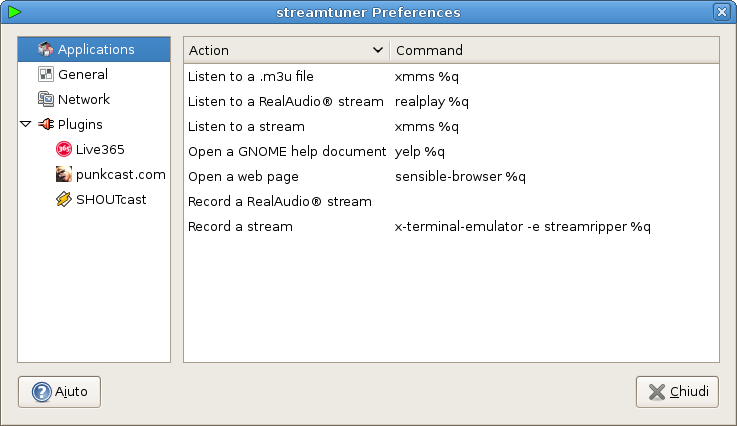
Schermata delle preferenze di Streamtuner

- Visualizza le SHOUTcast Yellow Pages
- Visualizza le directory Live365
- Visualizza le radio appartenenti a Xiph.Org Foundation (che rappresenta icecast.org, oppure Oddsock)
- Visualizza flussi audio appartenenti a basic.ch
- Gestisce un database locale di files audio, con completa padronanza dei tag ID3 e dell'editing dei metadati Vorbis
- Permette l'ascolto dei flussi audio (attraverso un player esterno), mostra le pagine web relazionate alle singole web radio, registra i flussi utilizzando Streamripper
- Permette l'utilizzo e l'inserimento di moduli scritti in Python e C
- Permette di conservare i flussi preferiti
- Permette l'inserimento manuale di flussi audio alla collezione